# Джубга (река)
Джу́бга (Полко́вничья щель) — река, расположенная на западе Туапсинского района Краснодарского края России. Длина реки — 21 км, площадь водосбора — 100 км².
Исток расположен на южном склоне Большого Кавказского хребта, в двух километрах юго-западнее Джубгского перевала. Впадает в черноморскую бухту Джубга в посёлке Джубга.
Населённые пункты на берегах реки: посёлок Джубга, село Горское, хутор Полковничий].
Через реку построен автомобильный мост автодороги А147.
В долине реки имеются плиточные дольмены.

## Данные водного реестра
По данным государственного водного реестра России относится к Кубанскому бассейновому округу, водохозяйственный участок реки — реки бассейна Чёрного моря от западной границы бассейна реки Пшада до восточной границы реки Дедеркай. Речной бассейн реки — бассейн Чёрного моря.
Код объекта в государственном водном реестре — 06030000212109100000265.